# ميس سيكستي
ميس سيكستي (تعرف كعلامة تجارية تحت اسم MISS SIXTY أو MISS 60) هي علامة تجارية للازياء الإيطالية و التي تأسست في عام 1991 من قبل ويكي حسان. المتخصصة في إنتاج الملابس الدينمية الجاهزة والأزياء والإكسسوارات. كانت ميس سيكستي واحدة من اولي العلامات التجارية لإطلاق الجينز للمرأة دوليا والآن أصبحت أفضل علامة تجارية تقدم الملابس النسائية ذات اللمسات المغرية الجذابة .

## التاريخ
رجل الأعمال ويكي حسن أسس شركة ميس سيكستي عندما قرر بأن ينقل التفكير إلى الأمام تجاه الملابس الدينمية للنساء فقط والعلامة التجارية التي لم يكن من المعتاد ان تصنع الملابس الواسعة التقليدية لكن صنعت ملابس ضيقة ورقيقة حيث ان هذا كان سبب رئيسي من الاهتمام الدولي تجاه هذه العلامة التجارية.
في عام 2000 ميس سيكستي أطلقت خط إنتاج أحذية اخر خاص بهم . و في عام 2002, ميس سيكستي أطلقت خط إنتاج نظارات في عام 2004 أنها أدخلت خط ملابس الأطفال . و ظهرت العلامة التجارية في العديد من احداث أزياء، بما في ذلك أسبوع الموضة في نيويورك. مع المشاهير مثل آن هاثاواي و ديمي مور و بليك ليفلي في المقام الأول إعجبن بالفساتين الملونة المصممة من قبل حسان المستوحاة من فن البوب والكوميديا. في عام 2012 الشركة الإيطالية مجموعة سيكستي تم الاستحواذ عليها من قبل شركة دولية تسمي تريندي انترناشونال جروب Trendy International Group  التي سبق لها أن أقامت شراكة إستراتيجية مع ال كابيتال ايشا L' Capital Asia التي تعد شركة فرعية من صندوق الاستثمار منصة LVMH.
تريندي انترناشونال جروب هي شركة دولية تأسست في عام 1999 تملك المحلية الماركات المرأة اوتشيرلي Ochirly و بالإضافة الي خمسة علامات تجارية وكذلك علامات تجارية لملابس الذكور الكاجول التي تسمي بخط ترينديانو Trendiano. و اللأزياء الصينية المجموعة التجارية موجودة في أكثر من 290 المدن حول العالم وتعمل مع أكثر من 3000 من المحلات التجارية، وفقا لموقعها على شبكة الإنترنت. تريندي انترناشونال جروب اقامت مشروع مشترك في عام 2015 مع المملكة المتحدة لسلسلة الملابس ذات الصيت الذائع التي تسمي Plc لتوسيع «سوبر دراي» العلامة التجارية لتصبح ثاني أكبر علامة تجارية اقتصادية في العالم.

## مواقع
ميس سيكستي لديها عدة مراكز تجارية تقع في ميلانو و قوانغتشو. المكاتب الإقليمية في هونغ كونغ, كييتي و لندن. ميلانو ولديها متاجر في إنجلترا, إيطاليا, الصين, ماكاو, هونغ كونغ و في مصر و عدة دول عربية .

## وصلات خارجية
- الموقع الرسمي